# آنی کرولی
آنی کرولی (انگلیسی: Annie Crawley؛ زادهٔ ۲۳ اوت ۱۹۶۸) عکاس فیلمساز و گوینده اهل ایالات متحده آمریکا است.